# Grabowiec (województwo lubuskie)
Grabowiec – wieś w Polsce, położona w województwie lubuskim, w powiecie zielonogórskim, w gminie Świdnica.
W latach 1975–1998 miejscowość administracyjnie należała do województwa zielonogórskiego.
We wsi znajduje się lądowisko.